# Geiseleptes
Geiseleptes — рід викопних геконів, що жили в еоцені (середній палеоген, 47 млн років) у Німеччині. Рід складається з одного виду, Geiseleptes delfinoi. Рід названо на честь місця відкриття, вугільної шахти Гейзелталь, а конкретна назва на честь палеогерпетолога Массімо Дельфіно.
Вид заснований на одній скам'янілості, неповному черепі, позначеному GMH Ce IV-4057-1933, який розділений на дві частини (дубльовані частини a і b). Цей череп був виявлений у 1933 році та описаний у 2022 році дослідницькою групою під керівництвом доктора Андреа Вілья, доктора Олівера Вінґза і доктора Мартона Рабі. Це найстаріший і найповніший знайдений череп гекона. G. delfinoi є близьким родичем європейського Euleptes europaea і є найстарішим відомим представником його родоводу.
47 мільйонів років тому в центральній частині Німеччини були субтропічні ліси. Відкриття Geiseleptes означає, що європейські сфаеродактиліди збереглися як довготривалий і стабільний родовід.